# Torneo Sudamericano de Clubes de Futsal 2006
Il Torneo Sudamericano de Clubes de Futsal 2006 è la 7ª edizione del torneo continentale riservato ai club di calcio a 5 vincitori nella precedente stagione del massimo campionato delle federazioni affiliate alla CONMEBOL. La competizione si è giocata dal 23 settembre 2006 al 28 agosto 2007.

## Squadre partecipanti
Tutte le nazioni schierano due squadre, per un totale di 18 squadre.

### Lista
I club sono stati ordinati in ordine alfabetico della federazione.

| Rank    | Squadra            | Zona |
| ------- | ------------------ | ---- |
| 1       | Petro Sia          | Nord |
| 2/H     | Santa Fe           | Nord |
| 3       | Didí               | Nord |
| 4       | Walter             | Nord |
| 5       | JAP                | Nord |
| 6       | Universitario      | Nord |
| 7       | Futuro             | Nord |
| 8       | UCV                | Nord |
| 9       | Barracas           | Sud  |
| 10      | Pinocho            | Sud  |
| 11      | Atlântico          | Sud  |
| 12/TH/H | Jaraguá            | Sud  |
| 13      | Arturo Prat        | Sud  |
| 14      | Tabaquerías        | Sud  |
| 15      | Deportivo Recoleta | Sud  |
| 16      | Colonial           | Sud  |
| 17      | Nacional           | Sud  |
| 18      | Peñarol            | Sud  |

Note
- (TH) Squadra campione in carica
- (H) – Squadra ospitante

### Formula
Le 18 squadre si affrontano in due tornei separati. Le vincitrici accedono alla finale.

## Fase a gironi

### Zona Nord

#### Gruppo A
| Squadra  | P.ti | G | V | N | P | GF | GS | DR  |
| -------- | ---- | - | - | - | - | -- | -- | --- |
| Santa Fe | 9    | 3 | 3 | 0 | 0 | 18 | 4  | +14 |
| UCV      | 6    | 3 | 2 | 0 | 1 | 13 | 12 | +1  |
| Walter   | 3    | 3 | 1 | 0 | 2 | 13 | 17 | -4  |
| JAP      | 0    | 3 | 0 | 0 | 3 | 7  | 18 | -11 |

#### Gruppo B
| Squadra       | P.ti | G | V | N | P | GF | GS | DR |
| ------------- | ---- | - | - | - | - | -- | -- | -- |
| Petro Sia     | 3    | 2 | 1 | 0 | 1 | 6  | 5  | +1 |
| Universitario | 3    | 2 | 1 | 0 | 1 | 10 | 10 | 0  |
| Didí          | 3    | 2 | 1 | 0 | 1 | 8  | 9  | -1 |
| Futuro        | 0    | 0 | 0 | 0 | 0 | 0  | 0  | 0  |

### Zona Sud

#### Gruppo A
| Squadra     | P.ti | G | V | N | P | GF | GS | DR  |
| ----------- | ---- | - | - | - | - | -- | -- | --- |
| Jaraguá     | 12   | 4 | 4 | 0 | 0 | 43 | 7  | +36 |
| Colonial    | 9    | 4 | 3 | 0 | 1 | 21 | 18 | +3  |
| Tabaquerías | 6    | 4 | 2 | 0 | 2 | 18 | 38 | -20 |
| Barracas    | 3    | 4 | 1 | 0 | 3 | 16 | 22 | -4  |
| Peñarol     | 0    | 4 | 0 | 0 | 4 | 11 | 24 | -13 |

#### Gruppo B
| Squadra            | P.ti | G | V | N | P | GF | GS | DR  |
| ------------------ | ---- | - | - | - | - | -- | -- | --- |
| Atlântico          | 12   | 4 | 3 | 0 | 0 | 30 | 10 | +20 |
| Pinocho            | 9    | 4 | 3 | 0 | 1 | 20 | 11 | +9  |
| Nacional           | 6    | 4 | 2 | 0 | 2 | 19 | 19 | 0   |
| Deportivo Recoleta | 3    | 4 | 1 | 0 | 3 | 17 | 24 | -7  |
| Arturo Prat        | 0    | 4 | 0 | 0 | 4 | 12 | 34 | -22 |

## Fase a eliminazione diretta

### Tabellone

#### Zona Nord
|  | Semifinali    | Semifinali    | Semifinali |           |          | Finale          | Finale          | Finale          |  |
|  |               |               |            |           |          |                 |                 |                 |  |
|  | Santa Fe      | Santa Fe      | 4          |           |          |                 |                 |                 |  |
|  | Santa Fe      | Santa Fe      | 4          |           |          |                 |                 |                 |  |
|  | Universitario | Universitario | 2          |           |          |                 |                 |                 |  |
|  | Universitario | Universitario | 2          |           | Santa Fe | Santa Fe        | 2               |                 |  |
|  |               |               |            |           | Santa Fe | Santa Fe        | 2               |                 |  |
|  |               |               | Petro Sia  | Petro Sia | 1        |                 |                 |                 |  |
|  | Petro Sia     | Petro Sia     | Petro Sia  | Petro Sia | 1        | 4               |                 |                 |  |
|  | Petro Sia     | Petro Sia     |            |           |          | 4               |                 |                 |  |
|  | UCV           | UCV           | 1          |           |          | Finale 3º posto | Finale 3º posto | Finale 3º posto |  |
|  | UCV           | UCV           | 1          |           |          |                 |                 |                 |  |
|  |               |               |            |           |          |                 |                 |                 |  |
|  |               |               |            |           |          | Universitario   | Universitario   | 5               |  |
|  |               |               |            |           |          | Universitario   | Universitario   | 5               |  |
|  |               |               |            |           |          | UCV             | UCV             | 4               |  |

#### Zona Sud
|  | Semifinali | Semifinali | Semifinali |           |         | Finale          | Finale          | Finale          |  |
|  |            |            |            |           |         |                 |                 |                 |  |
|  | Jaraguá    | Jaraguá    | 7          |           |         |                 |                 |                 |  |
|  | Jaraguá    | Jaraguá    | 7          |           |         |                 |                 |                 |  |
|  | Colonial   | Colonial   | 2          |           |         |                 |                 |                 |  |
|  | Colonial   | Colonial   | 2          |           | Jaraguá | Jaraguá         | 4               |                 |  |
|  |            |            |            |           | Jaraguá | Jaraguá         | 4               |                 |  |
|  |            |            | Atlântico  | Atlântico | 2       |                 |                 |                 |  |
|  | Atlântico  | Atlântico  | Atlântico  | Atlântico | 2       | 6               |                 |                 |  |
|  | Atlântico  | Atlântico  |            |           |         | 6               |                 |                 |  |
|  | Pinocho    | Pinocho    | 2          |           |         | Finale 3º posto | Finale 3º posto | Finale 3º posto |  |
|  | Pinocho    | Pinocho    | 2          |           |         |                 |                 |                 |  |
|  |            |            |            |           |         |                 |                 |                 |  |
|  |            |            |            |           |         | Colonial        | Colonial        | 1               |  |
|  |            |            |            |           |         | Colonial        | Colonial        | 1               |  |
|  |            |            |            |           |         | Pinocho         | Pinocho         | 4               |  |

### Finale
| Squadra 1 | Totale | Squadra 2 | Andata | Ritorno |
| --------- | ------ | --------- | ------ | ------- |
| Santa Fe  | 5 - 13 | Jaraguá   | 2 - 5  | 3 - 8   |